# Saison 7 de Game of Thrones
Chronologie
Saison 6 Saison 8
La saison 7 de Game of Thrones, feuilleton télévisé américain, est constituée de sept épisodes, alors que les saisons précédentes en comptaient dix. Elle est diffusée pour la première fois sur la chaîne HBO aux États-Unis du 16 juillet 2017, au 27 août 2017.
Pour l’essentiel, il ne s’agit pas, cette fois, d’une adaptation de la saga littéraire de George R. R. Martin, A Song of Ice and Fire. Cela pour une raison très simple : les derniers tomes de la série du romancier ne sont pas encore écrits, ou du moins pas terminés, quand les scénaristes se mettent à l’œuvre. Cependant, les producteurs ont pu intégrer quelques éléments portés à leur connaissance des volumes à paraître, The Winds of Winter et A Dream of Spring. Néanmoins, une différence notable avec les autres saisons se fait jour au fil des épisodes : le rythme ralentit, les dialogues s’allongent, les personnages se mettent à avoir des doutes, des états d’âme, ils commencent à argumenter, à se justifier, etc.
Fin juillet 2017, des hackers réussissent à s'introduire dans le système informatique de HBO et divulguent le script du quatrième épisode une semaine avant sa diffusion à la télévision. Quelques jours plus tard c’est l’épisode achevé (image et son) qui est diffusé. Il provient d'un screener (exemplaire confidentiel destiné aux professionnels, critiques, etc) de basse qualité dérobé, semble-t-il, à un distributeur indien.
Le 16 août 2017, les plateformes espagnole et nordiques de HBO mettent en ligne accidentellement le sixième épisode quatre jours avant sa date de diffusion, après que plusieurs comptes Twitter et Facebook liés à la chaîne ont été piratés,.

## Synopsis
L'hiver arrive sur Westeros. Dans le Nord, les enfants Stark se retrouvent à Winterfell. Jon Snow, désormais roi, s’emploie à unifier toutes les maisons du Nord et les Sauvageons afin de faire face à l'immense armée des Marcheurs blancs qui approche.
Daenerys Targaryen et sa gigantesque armée de Dothrakis et d'Immaculés franchit le détroit grâce à la flotte de Yara Greyjoy, et s'installe dans la citadelle de Peyredragon. Sur les conseils de Tyrion Lannister, plutôt que de faire déferler son armée sur le royaume et de le mettre à feu et à sang pour le soumettre, elle se met à la recherche d'alliés. Jon Snow, lui aussi à la recherche d'alliés, vient la rencontrer à Peyredragon, et lui parle de la menace des Marcheurs Blancs.
À Port-Réal, les Lannister, plus que jamais isolés, s'efforcent de conserver le pouvoir malgré l'opposition des maisons Martell et surtout Tyrell avec laquelle l’alliance a été brisée par l'attentat du grand septuaire de Baelor. Jaime Lannister, à la tête de l’armée royale, s’est emparé à la surprise générale des territoires des Tyrell, de leurs récoltes et de leur or.
Mais les Marcheurs Blancs se rapprochent du Mur. Une compagnie de guerriers menée par Jon Snow aidée par Daenerys et ses dragons partent capturer un Marcheur Blanc pour le ramener à une assemblée extraordinaire à laquelle participe tous les représentants de Westeros, Cersei comprise. Mais un des dragons est tué et utilisée comme monture au Roi de la Nuit pour détruire le Mur. Pendant ce temps, Daenerys et Jon tombent amoureux, mais ignorent qu'ils font en réalité partie de la même famille, secret découvert par Bran et Samwell Tarly. A Winterfell, Petyr Baelish est jugé et exécuté par les Stark pour ses crimes et ses nombreuses trahisons qui ont causé les rivalités depuis le début de la série !

## Distribution

### Acteurs principaux
- Peter Dinklage (VF : Constantin Pappas) : Tyrion Lannister[9]
- Nikolaj Coster-Waldau (VF : Damien Boisseau) : Jaime Lannister[9]
- Lena Headey (VF : Laurence Bréheret) : Cersei Lannister[9]
- Emilia Clarke (VF : Marie Tirmont) : Daenerys Targaryen[9]
- Kit Harington (VF : Benjamin Penamaria) : Jon Snow[9]
- Aidan Gillen (VF : Yann Guillemot) : Petyr Baelish, dit « Littlefinger[9] »
- Liam Cunningham (VF : Jean-Louis Faure) : Davos Mervault[10]
- Sophie Turner (VF : Kelly Marot) : Sansa Stark[11]
- Maisie Williams (VF : Alice Orsat) : Arya Stark[12]
- Carice Van Houten (VF : Annie Milon) : Mélisandre d'Asshaï[10]
- Nathalie Emmanuel (VF : Audrey Sablé) : Missandei[11]
- Indira Varma (VF : Claire Guyot) : Ellaria Sand
- Alfie Allen (VF : Damien Ferrette) : Theon Greyjoy
- Gwendoline Christie (VF : Vanina Pradier) : Brienne de Torth[13]
- Conleth Hill (VF : Alain Flick) : Varys[11]
- John Bradley-West (VF : Emmanuel Gradi) : Samwell Tarly[11]
- Isaac Hempstead-Wright (VF : Maeldan Wilmet) : Bran Stark[11]
- Hannah Murray (VF : Astrid Adverbe) : Vère[11]
- Kristofer Hivju (VF : Boris Rehlinger) : Tormund, dit « Fléau-d'Ogres »
- Rory McCann (VF : Guillaume Orsat) : Sandor Clegane, dit « Le Limier »[14]
- Joe Dempsie (VF : Pascal Nowak) : Gendry
- Jerome Flynn (VF : Richard Leroussel) : Bronn[15]
- Iain Glen (VF : Patrick Béthune) : Jorah Mormont[16]

### Acteurs récurrents et invités
Dans le Nord, le Mur inclus :
- Richard Dormer (VF : Bruno Dubernat) : Beric Dondarrion
- Paul Kaye (VF : Mathieu Buscatto) : Thoros de Myr
- Ben Crompton (VF : Mathieu Uhl) : Eddison Tollett, dit Ed la Douleur[17]
- Ellie Kendrick (VF : Céline Rotard) : Meera Reed
- Bella Ramsey (VF : Angela Mit) : Lyanna Mormont
- Daniel Portman (VF : Benjamin Gasquet) : Podrick Payne
- Richard Rycroft : Mestre Wolkan
- Rupert Vansittart (VF : Pierre Forest (acteur)) : Yohn Royce
- Megan Parkinson : Alys Karstark
- Harry Grasby : Ned Omble
- Joseph Mawle : Benjen Stark

À Peyredragon :
- Jacob Anderson (VF : Namakan Koné) : Ver Gris
- Diana Rigg (VF : Cathy Cerda) : Olenna Tyrell[18]
- Gemma Whelan (VF : Chantal Baroin) : Yara Greyjoy
- Jessica Henwick (VF : Cindy Tempez) : Nymeria Sand
- Rosabell Laurenti Sellers (VF : Nastassja Girard) : Tyene Sand
- Keisha Castle-Hughes (VF : Valérie Décobert) : Obara Sand

À Port-Réal :
- Hafþór Júlíus Björnsson (sans dialogue) : Gregor Clegane
- Anton Lesser (VF : Mario Pecqueur) : Qyburn
- Pilou Asbæk (VF : Frédéric Souterelle) : Euron Greyjoy
- James Faulkner (VF : Michel Vigné) : Randyll Tarly
- Tom Hopper (VF : Franck Sportis) : Dickon Tarly[19]

À la Citadelle :
- Jim Broadbent (VF : Jean-Pol Brissart) : Archimestre Ebrose

Dans le Conflans :
- David Bradley (VF : Georges Claisse) : Arya Stark utilisant le visage de Walder Frey
- Ben Hawkey (VF : Jean-Philippe Pertuit) : Tourte Chaude

Invité spécial :
- Ed Sheeran[20](VF : Romain Altché) : Un soldat Lannister

## Production

### Développement
Le 21 avril 2016, trois jours avant le début de la diffusion de la sixième saison, la série a été renouvelée pour cette septième saison de sept épisodes.
Les créateurs et producteurs exécutifs de la série David Benioff et D. B. Weiss continueront de diriger la septième saison. Les réalisateurs de la septième saison sont Alan Taylor, Jeremy Podeswa, Mark Mylod et Matt Shakman. Shakman est pour la première fois réalisateur de Game of Thrones, tandis que les autres ont déjà réalisé plusieurs épisodes dans les saisons précédentes. Michele Clapton est de retour comme créatrice de costumes, après avoir passé un peu de temps loin de la série lors de la sixième saison. Elle avait déjà contribué à la série spectacle pour les cinq premières saisons, ainsi que pour la fin de la sixième saison.

### Écriture
En mars 2015 déjà, on apprenait qu’une partie de la sixième saison de la série ne serait pas adaptée de l’œuvre de George R. R. Martin parce qu’il n’avait pas fini d’écrire Winds of Winter, l’opus dont cette saison devait s'inspirer à cause de son implication dans l’écriture des scénarios de la série télé. Et même s’il décide alors de se concentrer de nouveau sur son roman, il ne peut rattraper le retard accumulé. Les showrunners et leur équipe de scénariste, doivent donc, pour la septième saison, « improviser » un scénario original pour l’essentiel, car en juin 2016, Martin annonce dans son blog qu'il a rencontré des éditeurs ainsi que HBO, à New York. Lors de cette entrevue, il a communiqué quelques éléments des deux derniers tomes de son roman que les producteurs de la série de HBO peuvent utiliser pour construire la trame du scénario de la saison. Quant aux lecteurs du Trône de Fer, le dit roman, ils sont déçus car cette saison risque de divulguer l’intrigue des deux derniers tomes avant leur parution.

### Tournage

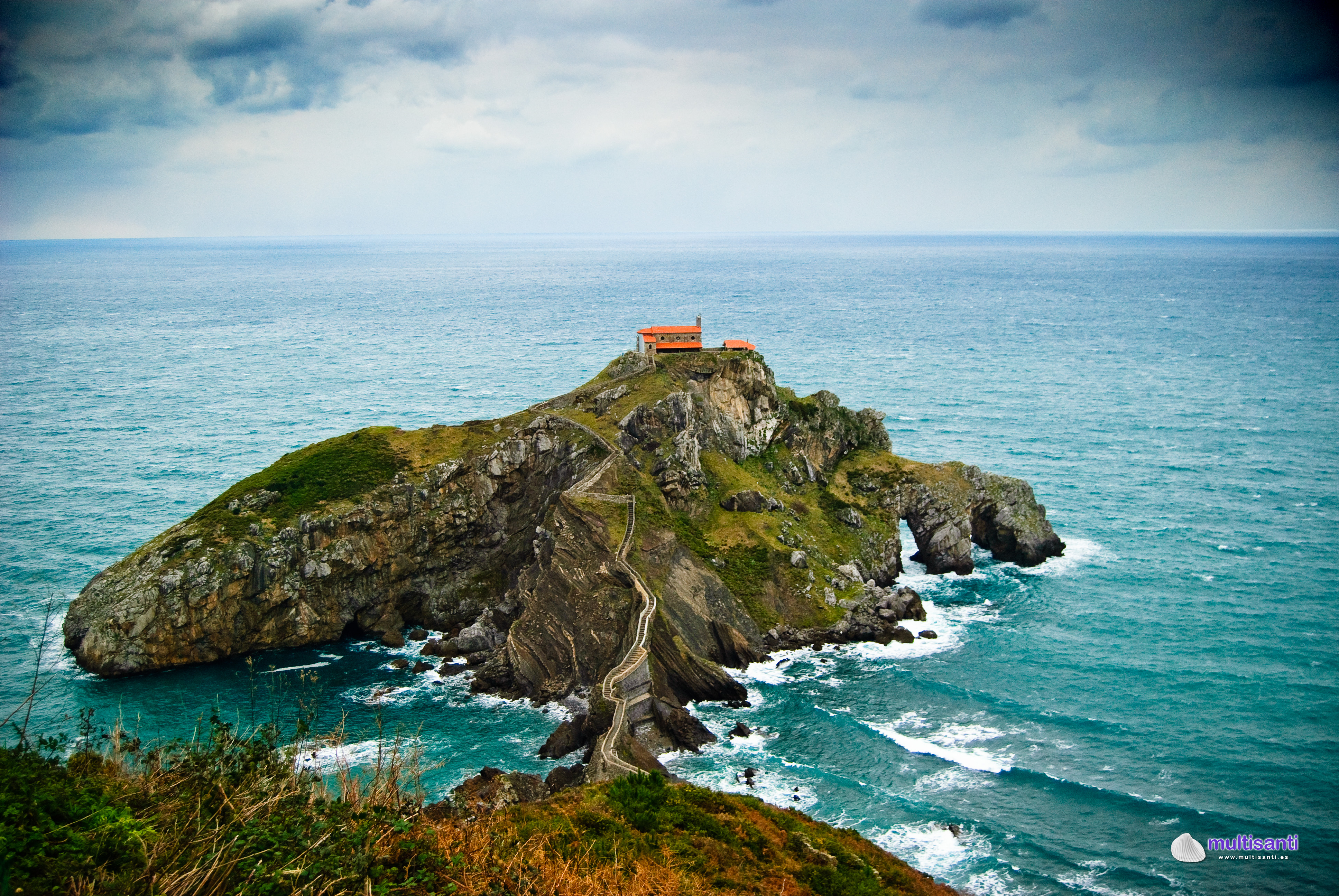
Les rives de Gaztelugatxe ont été utilisées comme lieu de tournage de la septième saison.

Le tournage a commencé le 31 août 2016 et a pris fin en février 2017,. Dans une interview avec les showrunners, il a été annoncé que le tournage de la septième saison serait retardé à plus tard dans l'année pour des raisons météorologiques puis ont notamment déclaré : « On commence un peu plus tard parce que, vous savez, à la fin de cette saison, l'hiver est là et cela signifie que le beau temps ne nous est plus vraiment utile. On a poussé pour avoir un temps sombre et gris, même dans les endroits ensoleillés où on tourne. »
Des négociations auraient eu lieu avec le gouvernement autonome des îles Canaries pour filmer certaines parties de la septième saison. En revanche, Gérone, en Espagne, n'est plus utilisée comme lieu de tournage. Gérone était notamment utilisée pour Braavos et quelques passages de Port-Réal. Il fut annoncé plus tard que la septième saison serait tournée en Irlande du Nord, en Espagne et en Islande, le tournage en Irlande du Nord devant commencer en août 2016,. La série est tournée dans les villes espagnoles de Séville, Cáceres, Almodovar del Rio, Santiponce, Zumaia et Bermeo. Selon des sources espagnoles, le tournage de la septième saison aurait lieu à la plage Muriola de Barrika, Las Atarazanas, les chantiers royaux de Séville et sur les rives de San Juan de Gaztelugatxe, un îlot appartenant à la ville de Bermeo,. Le tournage reprend également aux Dark Hedges de Stranocum, qui avait été auparavant utilisé pour la route royale dans la deuxième saison.

### Diffusions
Aux États-Unis et au Canada, elle est diffusée depuis le 16 juillet 2017 sur HBO et HBO Canada.

## Liste des épisodes

### Épisode 1:Peyredragon
- États-Unis,  Canada : 16 juillet 2017 sur HBO[35] / HBO Canada
- France,  Belgique,  Suisse : 17 juillet 2017 sur OCS City[36],[37] / Be 1[38] / RTS Un[39] (en VF et VOSTFr[37])
- Québec : 14 août 2017 sur Super Écran[40]

- États-Unis : 10,11 millions de téléspectateurs[41] (première diffusion)

- Ed Sheeran : un soldat Lannister
- Alex Turner : un soldat Lannister

Walder Frey a convié les siens à un banquet afin de fêter leur domination du Conflans. Après le toast, le seigneur des Jumeaux s'épanche longuement sur les Noces pourpres et la mort des Stark en transgressant les règles de l'hôte, jusqu'à ce que l’assistance s'effondre dans un râle d'agonie, empoisonnée. Le vieillard ôte alors son visage pour se révéler être Arya Stark et demande à la veuve de Frey de raconter que « le Nord se souvient et l'hiver est tombé sur la maison Frey. » Elle prend ensuite la route pour Port-Réal afin de continuer à rayer les noms de sa liste, et partage en chemin le repas de soldats Lannister bienveillants.
Les Marcheurs blancs progressent en nombre par-delà le Mur, suivis de leur immense armée de morts. Telle est la vision de Bran Stark qui parvient au pied du Mur grâce à Meera. Celle-ci décline leur identité à Edd qui les laisse entrer après avoir été convaincu des dires de Bran sur son expérience passée face à l'armée des morts.
À Winterfell, Jon demande que tous les mestres du Nord trouvent mention du verredragon dans les archives, puis exige que chaque Nordien valide de 10 à 60 ans se prépare à se battre, décision qu'il fait ratifier à l'unanimité grâce au concours de Lyanna Mormont. Il demande ensuite à Tormund de mener le Peuple libre à Fort-Levant afin de tenir la forteresse du Mur la plus proche de Durlieu. Enfin, il choisit de pardonner aux maisons Omble et Karstark pour avoir trahi leur serment envers les Stark, contre l'avis de sa sœur. Après la réunion, Jon lui reproche son désaccord mais elle lui soutient d'être plus rusé que ne l'ont été Ned et Robb par le passé.
Mestre Wolkan apporte bientôt un courrier de Cersei à l'intention du roi du Nord exigeant sa présence pour lui prêter allégeance, sans quoi il subira le sort des traîtres. Sansa prévient son frère de ne pas sous-estimer Cersei sous prétexte que la menace d'au-delà du Mur est plus préoccupante. Pour sa part, Littlefinger continue en vain sa cour auprès de Sansa qui déclare à Brienne qu'ils ont besoin de ses chevaliers du Val.
La Couronne est menacée de toutes parts et l'hiver est là, aussi Jaime déclare-t-il à sa sœur ses craintes d'être écrasés faute d'alliés, mais Cersei pense avoir assez d'expérience pour gérer le conflit. À sa demande, elle convie l'armada d'Euron Greyjoy, qui propose de mettre sa flotte à son service en échange de l'indépendance des îles de Fer et d'un mariage entre eux. Jaime ne porte pas Euron dans cœur et Cersei refuse également, prétextant les multiples transgressions des Fer-Nés envers leur parole. Le seigneur du trône de Sel rétorque alors qu'il reviendra bientôt avec un cadeau pour preuve de son honnêteté.
Sam passe ses journées à la citadelle de Villevieille à ranger des livres des mestres, à vider leurs pots de chambre et servir les repas, encore et encore. Il nourrit secrètement le désir d'aller consulter les ouvrages réservés à ceux qui ont reçu leur chaîne afin de découvrir des informations utiles concernant les Marcheurs blancs. L'archimestre croit les dires de Sam sur la menace qui plane sur le continent, mais explique également que le rôle des mestres n'est pas de « croire » mais de « rappeler le passé à ceux qui l'ont oublié », et que le Mur tiendra bon quoi qu'il arrive. Malgré cela, Sam décide d'emprunter secrètement des recueils recherchés et passe une nuit blanche auprès de Vère pour découvrir l'existence d'une mine d'obsidienne à Peyredragon, information qu'il transmet immédiatement à Jon par corbeau. Le lendemain, alors qu'il ramasse les écuelles des cellules, l'un des occupants infecté par la grise-écaille lui demande si la Daenerys « du Typhon » est arrivée mais Sam l'ignore. L'homme n'est autre que Jorah Mormont. 
Dans le Conflans, la Fraternité sans bannière et Sandor Clegane s'installent dans la vieille ferme où ce dernier avait dépouillé le propriétaire alors qu'il voyageait avec Arya. Les cadavres du paysan et de sa fille sont dans le lit, la fille vraisemblablement poignardée par le père peu avant son suicide. Le Limier ne cesse de remettre la foi de Béric et Thoros en question, alors ce dernier pousse Sandor à regarder dans le feu. Malgré sa peur, il accepte et finit par entrevoir l'armée des Morts à Fort-Levant qui s'apprête à franchir le Mur. Après cette expérience, il décide d’enterrer le père et sa fille, commençant à regretter ses crimes du passé.
- Port-Réal, Peyredragon, Les Jumeaux, Winterfell, le Mur, Villevieille

### Épisode 2:Née du Typhon
- États-Unis,  Canada : 23 juillet 2017 sur HBO / HBO Canada
- France,  Belgique,  Suisse : 24 juillet 2017 sur OCS City[37] / Be 1[38] / RTS Un[42] (en VF et VOSTFr[37])
- Québec : 21 août 2017 sur Super Écran[40]

- États-Unis : 9,27 millions de téléspectateurs[43] (première diffusion)

À Peyredragon, Daenerys remet soudain en cause la loyauté de Varys, l'accusant de trop souvent retourner sa veste au profit d'un nouveau gouvernant qui lui convient. Ce dernier rétorque qu'il sert avant tout le peuple, ayant lui-même été victime des puissants dans son enfance. La reine acquiesce mais lui demande d'être franc avec elle sans quoi elle le mettra à mort en cas de trahison. Elle reçoit ensuite la visite de Mélisandre d'Asshaï qui lui suggère de rencontrer Jon Snow en vue de la grande nuit qui s'annonce, Tyrion y voyant aussi un précieux allié contre Cersei. Daenerys accepte et lui fait envoyer un corbeau.
Plus tard est tenu un conseil de guerre avec les Greyjoy, Ellaria Sand et Lady Olenna. Après querelles de familles, Daenerys s'impose et Tyrion expose le plan. Plutôt que d'attaquer Port-Réal, les troupes des Greyjoy et Ellaria d'un côté et ceux de la maison Tyrell de l'autre assiègeront la Capitale. Afin d'affaiblir davantage encore les Lannister, les Immaculés s'empareront de leur fief Castral Roc. En aparté, Olenna Tyrell conseille néanmoins à Daenerys de se méfier de manière détournée de Tyrion. Ver Gris, de son côté avoue à Missandei qu'il a peur de ne jamais la revoir, une faiblesse qu'il n'a jamais eue jusqu'alors. La suivante de la reine répond alors à ses sentiments en partageant avec lui une nuit d'amour en guise d'adieu.
Cersei convoque les derniers bannerets des Lannister et les seigneurs du Bief et les met en garde contre la menace de la Reine des dragons et ses alliances Westerosis, et demande leurs allégeances pour prendre les armes contre leurs ennemis communs. Lorsque Randyll Tarly rappelle l'écueil des trois dragons, Qyburn clame qu'il travaille sur la question. Peu après, Jaime essaie de rallier Lord Tarly à sa bannière mais le vassal des Tyrell se montre réticent à trahir Olenna, qu'il sert depuis longtemps. Mais Jaime argumente et place dans la balance la gouvernance du Bief pour Tarly une fois la guerre terminée. Dans les sous-sols du donjon Rouge, Qyburn dévoile à Cersei une immense baliste et démontre sa puissance en transperçant d'un carreau le crâne conservé du dragon Balerion d'Eagon Ier. 
À la citadelle, l'archimestre, épaulé par Sam, examine Jorah Mormont mais lui déclare qu'il est condamné à un stade aussi avancé de la Grisécaille. Plus tard, Sam déclare avoir trouvé un protocole de guérison contre la maladie jadis écrit par un mestre, mais l'archimestre lui rétorque que la méthode est interdite car risquée pour le guérisseur. La nuit, alors que Jorah écrit une lettre d'adieu à Daenerys, Sam revient secrètement auprès de lui et souhaite le guérir en justifiant son geste comme un hommage à la mémoire de Jeor Mormont. Jorah accepte et Sam commence la douloureuse opération. 
À Winterfell, Jon reçoit le message de Tyrion et sa convocation auprès de Daenerys. Sansa et Ser Davos restent sceptiques mais trois dragons pourraient défaire l'armée des morts. Quelques jours plus tard, un second message de Sam depuis Villevieille lui révèle la présence de verredragon en quantité à Peyredragon. Après maintes discussions avec les autres seigneurs du Nord en désaccord qui craignent un traquenard, Jon décident de se rendre auprès de Daenerys avec Davos. En son absence, Jon laisse Winterfell et le Nord entre les mains de Sansa. Avant de partir, Jon se recueille dans la crypte familiale lorsque Littlefinger fait irruption pour tenter un rapprochement et aborder ses sentiments pour sa demi-sœur, mais Jon le menace de sévères représailles si jamais il essayait de la toucher.
Sur le chemin de Port-Réal, Arya retrouve Tourte-Chaude à l'auberge, qui lui apprend que les Bolton ont été vaincus par Jon qui siège désormais à Winterfell en tant que Roi du Nord. Arya décide alors de le rejoindre et croise en chemin une meute de loups dirigée par Nymeria, retournée depuis à l'état sauvage. Arya lui demande de l'accompagner mais l’animal préférera rester vivre en forêt avec les siens.
- Port-Réal, Peyredragon, Pyke, Winterfell, le Mur, Villevieille

### Épisode 3:La Justice de la reine
- États-Unis,  Canada : 30 juillet 2017 sur HBO / HBO Canada
- France,  Belgique,  Suisse : 31 juillet 2017 sur OCS City[37] / Be 1[38] / RTS Un[44] (en VF et VOSTFr[37])
- Québec : 28 août 2017 sur Super Écran[40]

- États-Unis : 9,25 millions de téléspectateurs[45] (première diffusion)

Jon, Ser Davos et quelques hommes accostent à Peyredragon, accueillis par Tyrion et Missandei. Du haut de la falaise, Mélisandre explique à Varys qu'elle préfère rester en retrait de par ses erreurs du passé. Elle compte partir pour Volantis sous peu avant de revenir pour mourir à Westeros malgré les conseils de Varys, condamné lui aussi selon elle. Jon et Davos rencontrent ensuite Daenerys qui demande de plier le genou comme jurés par les Stark depuis toujours. Mais Jon refuse car la lutte contre les Marcheurs blancs doit primer sur les querelles sans fin entre les trônes. La reine pense que si le Nord n'est pas avec elle, il est contre elle ; elle reste également sceptique quant à l'existence même des Marcheurs blancs. Davos tente d'argumenter sur la sincérité de Jon tandis que Tyrion tente de le faire sur le bien-fondé d'une alliance.
L'entrevue est interrompue par la nouvelle de la capture de la flotte des Greyjoy et des Dorniens sans savoir ce qu'il est advenu d'eux. Theon, qui s'était jeté à la mer, est récupéré par un bateau Fer-Né survivant dont les marins ne cachent pas leur déception devant sa couardise.
Euron entre triomphalement à Port-Réal et offre Ellaria et Tyene à Cersei, conservant Yara pour lui-même. La reine nomme alors Euron commandant des forces navales au côté de Jaime à la tête des forces terrestres, mais l'attirance ouvertement sexuelle du marin crée une tension palpable entre les deux hommes. Un peu plus tard, Cersei savoure pleinement sa vengeance en empoisonnant Tyene sous les yeux d'Ellaria de la même manière que cette dernière l'avait fait avec Myrcella, avant de laisser les deux femmes enchaînées à leur sort. Après cela, elle rejoint Jaime dans sa chambre, n'ayant désormais que faire des ouï-dire de leur relation incestueuse. Cersei reçoit plus tard Tycho Nestoris, émissaire de la Banque de fer de Braavos, et le persuade de maintenir son soutien financier à la Couronne contre paiement des dettes sous quinzaine.
Tyrion conseille Jon puis Daenerys avant que tous deux ne se rencontrent de nouveau, mais chacun campe sur ses positions. La Mère des Dragons fait toutefois un premier pas en autorisant Jon à exploiter le gisement de verredragon présent sur l'île pour l'aider dans sa lutte contre les Marcheurs blancs, apaisant quelque peu les relations.
Sansa organise les défenses de Winterfell et les rations de nourriture pour l'hiver, mais doit composer avec Littlefinger qui essaie de l'amener à penser comme lui. C'est alors que Bran et Meera arrivent sur place. Après d'émouvantes retrouvailles, le frère et la sœur Stark discutent dans le bois sacré. Bran lui explique qu'il est désormais la Corneille à trois yeux et ne peut prétendre à aucun titre de souverain. Son manque d'émotions apparent et sa capacité à voir le passé et les événements présents mettent mal à l'aise sa sœur, notamment lorsqu'il évoque ses sévices infligés par Ramsay.
À Villevieille, l'archimestre constate que Jorah Mormont a spontanément guéri de la Grisécaille en une nuit. Il n'est cependant pas dupe et devine que Sam a endigué l'infection du chevalier de son propre chef. Jorah remercie Sam chaleureusement avant de repartir auprès de Daenerys. Sam est réprimandé pour avoir agi dangereusement sans autorisation mais devant l'exploit de son geste, se voit autoriser à rester étudier à la citadelle. 
Daenerys souhaite rattraper la flotte d'Euron pour la couler bas avec ses dragons, mais Tyrion lui déconseille fortement en raison des risques. Les Immaculés parviennent en revanche à investir facilement Castral Roc par les égouts jadis conçus par Tyrion, en lieu et place d'une attaque frontale bien plus coûteuse. Mais alors que Ver Gris s'étonne du faible nombre de défenseurs, la flotte d'Euron Greyjoy attaque celle des Immaculés leur coupant toute retraite par la mer.
- Port-Réal, Peyredragon, Pyke, Winterfell, le Mur, Villevieille

- Disparition définitive de la Maison Tyrell.
- C'est l'unique épisode se déroulant à Castral-Roc et Hautjardin (lieux régulièrement évoqués jusqu'ici).

### Épisode 4:Les Butins de guerre
- États-Unis,  Canada : 6 août 2017 sur HBO / HBO Canada
- France,  Belgique,  Suisse : 7 août 2017 sur OCS City[37] / Be 1[38] / RTS Un[46] (en VF et VOSTFr[37])
- Québec : 4 septembre 2017 sur Super Écran

- États-Unis : 10,17 millions de téléspectateurs[47] (première diffusion)

Jaime et Bronn font acheminer l'or pris à Hautjardin et destiné au remboursement de la Banque de fer. Avec le concours de Randyll Tarly et son fils Dickon, ils organisent également le prélèvement de toutes les moissons engrangées dans le Bief vers la Capitale. Cersei peut informer l'ambassadeur de la Banque de fer de l'arrivée imminente de l'or. Satisfait, l'homme pousse à proposer des prêts pour soutenir la campagne de la reine, ce qu'elle accepte en soulignant la présence de Qyburn à Essos afin d'engager les mercenaires de la Compagnie dorée.
À Winterfell, Littlefinger fait cadeau à Bran - désormais en fauteuil roulant - du poignard en acier valyrien avec lequel un mercenaire avait tenté de le tuer après sa chute de la tour. Baelish fait part au jeune infirme de son désir de protéger les enfants de Catelyn Stark et du chaos qu'il a dû subir, mais Bran le coupe en rétorquant que « le chaos est une échelle », répétant mot pour mot les propos de Baelish à Varys. L'entrevue se termine par l'arrivée de Meera qui annonce à Bran son départ pour retrouver les siens. Le garçon la remercie mais ne montre que peu d'émotions tant ses pouvoirs psychiques développés ont pris le dessus.
Arya rejoint à son tour Winterfell. Après avoir faussé compagnie aux gardes qui doutaient de son identité, Sansa la retrouve dans la crypte familiale et les deux sœurs s'enlacent après tant d'années séparées. Elles rejoignent ensuite Bran dans le bois sacré où Arya constate les pouvoirs de son frère quand il lui fait part de son parcours et « sa liste de noms ». Bran lui remet ensuite le poignard offert par Lord Baelish, estimant qu'elle en fera meilleur usage. La fratrie réunie, Brienne de Torth est heureuse de voir les souhaits de Catelyn Stark exaucés. Plus tard, Arya observe Brienne et Podrick s’entraîner en dépit des lents progrès de l'écuyer. La jeune fille propose alors de combattre la chevalière, qui constate avec surprise la dextérité à l'épée de la benjamine des Stark, tout comme Littlefinger et Sansa, quelque peu troublée par le changement de sa sœur.
À Peyredragon, Jon Snow montre à Daenerys des fresques des mines de verredragon, relatant l'histoire des Enfants de la forêt et des Premiers Hommes, alliés face à l'ennemi commun : les Marcheurs blancs. Daenerys promet alors d'aider Jon, sitôt qu'il l'aura reconnu comme sa reine légitime. La Mère des Dragons apprend peu après de Varys et Tyrion la prise de Castral Roc mais également la perte des Tyrell et du pillage du grenier du Bief. Exaspérée d'avoir perdu tous ses alliés, Daenerys envisage de ravager le donjon Rouge à Port-Réal contre l'avis de Tyrion et Jon, qui considère qu'envoyer les dragons sur la Capitale ne ferait d'elle qu'un tyran sanguinaire de plus. Plus tard, Jon et Davos conversent avec Missandei qui leur dépeint la dernière des Targaryen comme la souveraine que tous ont choisi en raison de son caractère altruiste. Le trio assiste au retour de Theon Greyjoy, que Jon n'épargne qu'en raison de son aide apportée à Sansa. Theon témoigne de la capture de sa sœur Yara et apprend que Daenerys a quitté l'île.
- Port-Réal, Peyredragon, Pyke, Winterfell, le Mur, Villevieille

### Épisode 5:Fort-Levant
- États-Unis,  Canada : 13 août 2017 sur HBO / HBO Canada
- France,  Belgique,  Suisse : 14 août 2017 sur OCS City[37] / Be 1[38] / RTS Un[48] (en VF et VOSTFr[37])
- Québec : 11 septembre 2017 sur Super Écran

Jaime Lannister est finalement sauvé de la noyade par un Bronn fatigué de se battre et souhaitant être payé. Sur le champ de bataille couvert de cendres, Daenerys rassemble les survivants et leur ordonne de ployer le genou en signe d'allégeance. Une poignée seulement obéit spontanément, rejoints par la majorité après un rugissement terrifiant de Drogon. Parmi les récalcitrants figurent Randyll Tarly et son fils Dickon qui le rejoint courageusement dans la mort, condamnés aux flammes de Drogon par sa Mère, malgré la clémence demandée par Tyrion. Daenerys retourne ensuite à Peyredragon où Drogon se laisse étrangement caresser par Jon, et retrouve Jorah Mormont désormais guéri.
Jaime retrouve Cersei à Port-Réal et l'informe de sa défaite face à Daenerys et que celle de la Couronne ne peut-être qu'inéluctable au vu de ce qu'il a vécu. Il lui révèle également qu'Olenna Tyrell est à l'origine de la mort de leur fils Joffrey. Cersei cependant réagit en affirmant qu'elle se battra jusqu'à la mort.
À Winterfell, Bran utilise son don de zooman sur des corbeaux messagers pour espionner l'immense armée des Morts qui approche par-delà le Mur. En se réveillant, le garçon ordonne au mestre Wolkan d'envoyer des corbeaux pour informer les seigneurs de Westeros de l'arrivée imminente à Fort-Levant de l'ennemi. Pendant ce temps, Sansa assure du mieux qu'elle peut son rôle de régente mais Arya n'apprécie guère que sa sœur laisse les seigneurs conspuer leur frère, considérant même qu'elle espère secrètement prendre la place de Jon. La cadette Stark surveille également les agissement de Petyr Baelish et s'introduit dans sa chambre, où elle trouve le parchemin que Sansa destinait à Robb pour sa soumission à Joffrey Baratheon, mais ignore qu'elle est elle-même espionnée par Littlefinger.
L'un des corbeaux de Wolkan arrive à la Citadelle où Sam Tarly est témoin du scepticisme des mestres présents. Il tente de donner du crédit aux dires de Bran Stark mais le dédain que lui manifestent la plupart des mestres du conseil a raison de ses efforts. Le soir même, Sam, sur les nerfs, ne prête guère attention à Vère qui lit un manuscrit narrant une annulation nuptiale d'un certain Rhaegar pour être promis à Dorme à une autre. Sam s'emporte alors, fatigué d'être assigné à de menus travaux, et s'empare de plusieurs volumes et parchemins de la bibliothèque avant de quitter Villevieille avec Vère et son fils.
L'arbitrage meurtrier de la Mère des dragons inquiète Varys qui craint de la voir prendre la même voie que son père, le Roi Fou, mais Tyrion le rassure que ce ne sera jamais le cas. Lors d'un conseil autour de la table d'Aegon le conquérant, Jon apprend par message que Bran et Arya sont vivants, mais que l'armée des morts est proche de Fort-Levant. Jon réitère sa demande de soutien à Daenerys qui craint de laisser place à Cersei si elle part guerroyer au-delà du Mur. Tyrion suggère alors de ramener un zombie à sa sœur pour lui prouver que la menace au Nord est bien réelle, en usant de Jaime comme intermédiaire. Ser Davos introduira Tyrion dans la Capitale tandis que Jorah se propose de ramener un mort-vivant, mission que Jon commandera lui-même.
Davos et Tyrion accostent discrètement à Port-Réal et ce dernier rencontre Jaime par le biais de Bronn dans les souterrains du palais. Malgré l'animosité de l'aîné envers son frère pour le meurtre de leur père, Tyrion lui fait part des modalités proposées par Daenerys. Cersei, au courant de l'entrevue de ses deux frères, s'ouvre aux pourparlers temporairement, et révèle aussi à Jaime qu'elle est enceinte de lui. Pendant ce temps, Davos retrouve Gendry dans la rue de l'Acier et n'aura guère besoin de se montrer persuasif pour l'inciter à le suivre. Avant de rembarquer, le fils du roi Robert démontre toute son habileté au combat en se débarrassant de deux gardes qui voulaient appréhender Tyrion.
- Port-Réal, Peyredragon, Winterfell, le Mur, Fort-Levant, Villevieille

### Épisode 6:Au-delà du Mur
- Espagne : 15 août 2017 sur HBO (par erreur)
- États-Unis,  Canada : 20 août 2017 sur HBO / HBO Canada
- France,  Belgique,  Suisse : 21 août 2017 sur OCS City[37] / Be 1[38] / RTS Un[50] (en VF et VOSTFr[37])
- Québec : 18 septembre 2017 sur Super Écran

- États-Unis : 10,24 millions de téléspectateurs[51] (première diffusion)

Le petit groupe de Jon marche au-delà du Mur à travers le désert de glace. Gendry se plaint du froid, Clegane découvre l'attirance de Tormund pour Brienne et Jon souhaite rendre son épée Grand-Griffe à Jorah, offerte par son père, mais le chevalier décline. Lors d'un blizzard, un ours zombie attaque et tue plusieurs membres et blesse Thoros. La bête est neutralisée par Jorah d'une dague en verredragon et Béric cautérise par le feu la blessure du prêtre rouge. Les hommes finissent par surprendre un groupe de morts-vivants dirigés par un Marcheur blanc et leur tendent une embuscade. Jon parvient à tuer le Marcheur avec Grand-Griffe, ce qui anéantit tous les squelettes de la horde à l'exception d'un seul, étonnamment. Le mort-vivant est très vite capturé mais attire aussitôt le reste de l'armée des morts qui se lance à l'assaut. Jon ordonne alors à Gendry de courir à Fort-Levant pour prévenir Daenerys. Les hommes restants finissent acculés et encerclés sur un îlot au milieu d'un lac gelé mais fragilisé, empêchant provisoirement l'armée des morts de traverser. Pendant ce temps, Gendry arrive tant bien que mal à Fort-Levant et peut demander à Davos l'envoi d'un corbeau.
À Peyredragon, Tyrion chahute Daenerys sur l'attirance de Jon à son égard même si elle feint de l'ignorer. La discussion bascule sur Cersei et des reproches sur l'impulsivité de la jeune reine tandis que cette dernière le blâme de façon voilée de l'avoir mal conseillé, avant de s'offusquer lorsque le nain évoque sa succession après son règne. Mise au courant du péril de Jon et des siens, la Khaleesi fait fi des supplications de sa Main et s'envole pour le Mur avec ses trois dragons.
Pendant ce temps à Winterfell, Arya confronte Sansa au sujet de la lettre découverte chez Littlefinger. Les deux sœurs se querellent, Arya accusant son aînée d'avoir trahi sa propre maison quand elle était à la Capitale. Sansa s'inquiète auprès de Baelish que la lettre pourrait retourner Jon et les seigneurs du Nord contre elle, jouant involontairement le jeu de Littlefinger. Un courrier de Port-Réal convie bientôt Sansa auprès de Cersei, mais la jeune femme, méfiante, préfère envoyer Brienne pour la représenter, bien que l’épée lige des filles Stark désapprouve ouvertement par crainte de la sécurité de Sansa. Celle-ci tente ensuite de récupérer la lettre chez sa sœur mais découvre une sacoche remplie de masques. Surprise par Arya, elle confronte à son tour sa cadette qui dévoile impassible comment elle a appris à devenir une Sans-Visage, renonçant à sa propre identité et en dérobant celle des autres, sous-entendant qu'elle pourrait faire de même avec sa sœur aînée si besoin.
Les survivants passent la nuit piégés au milieu du lac gelé. Jorah prend Jon à part et s'interroge sur l'anéantissement des zombies lors de l’embuscade lorsque le Marcheur a été pourfendu ; les deux hommes arrivent à la conclusion que tuer un Marcheur revient à anéantir toute la « lignée » qu'il a pu engendrer. Au matin, Thoros n'a pas survécu à ses blessures et son corps est ensuite brûlé par ses compagnons. Un soir, après de nombreuses heures d'attente, Clegane commet une bévue en dévoilant au zombie que le lac a de nouveau gelé. Ceux-ci commencent alors à traverser de plus en plus nombreux, jusqu'à submerger le groupe. Mais Daenerys surgit avec ses dragons qui brûlent nombre d'assaillants. Jorah, Tormund, Beric, Clegane et leur prisonnier embarquent sur le dos de Drogon, mais Daenerys attend encore Jon qui couvre leur retraite à terre. Le Roi de la Nuit en profite pour lancer un javelot de glace qui atteint Viserion en plein vol ; mortellement touché, l'animal chute dans le lac gelé sous l'effroi de sa Mère. Voyant qu'un autre tir se prépare, Jon demande à la reine de fuir et s'apprête à défier le Roi de la nuit, mais se retrouve projeté dans l'eau glacée par des morts-vivants. Daenerys est contrainte de fuir avec Drogon, évitant de peu un second javelot. Pendant que l'armée des Morts se retire, Jon parvient miraculeusement à ressortir de l'eau, mais l'homme, frigorifié, est très vite de nouveau repéré par l'ennemi. Jaillit alors Benjen Stark à cheval qui neutralise les premiers assaillants grâce à son fléau enflammé. Il permet ensuite à son neveu de fuir avec sa monture, protégeant ses arrières en combattant jusqu'à la mort. Bien qu'à demi conscient, Jon parviendra à rejoindre Fort-Levant.
Jon est transporté sur le bateau qui les ramène au Sud avec le zombie prisonnier. Daenerys les accompagne et peut voir les cicatrices sur le torse de Jon alors qu'on tente de le réchauffer. À son réveil, Daenerys veille à son chevet et Jon lui prend sa main, se désolant pour la mort de son dragon. Mais la reine ne regrette rien, décidée désormais à détruire l'armée des morts. Jon lui annonce alors qu'il est maintenant prêt à prêter serment devant elle, et que les autres seigneurs du Nord finiront comme lui par voir sa grandeur. Leurs sentiments respectifs deviennent dès lors de plus en plus forts. 
- Port-Réal, Peyredragon, Winterfell, le Mur, Fort-Levant, Villevieille

- Cet épisode a été diffusé par erreur le 16 août 2017 sur les plateformes espagnole et nordique de HBO[52].
- L'épisode a été critiqué pour les distances parcourus entre le nord du Mur et Peyredragon en un minimum de temps. Le montage ne précise pas la durée d'attente du groupe au milieu du lac gelé, bien qu'il dure en réalité de très longues heures.

### Épisode 7:Le Dragon et le Loup
- États-Unis,  Canada : 27 août 2017 sur HBO / HBO Canada[35]
- France,  Belgique,  Suisse : 28 août 2017 sur OCS City[37] / Be 1[38] / RTS Un[54] (en VF et VOSTFr[37])
- Québec : 25 septembre 2017 sur Super Écran

- États-Unis : 12,07 millions de téléspectateurs[55] (première diffusion)

Les armées d'Immaculés et la horde Dothraki affluent aux portes de la Capitale sous les yeux de Bronn et Jaime. Cersei se prépare à accueillir la délégation de Daenerys à Fossedragon en s'assurant du concours de la Montagne au cas où les choses tournent mal. Alors que les processions se réunissent, les chemins du Limier et Brienne se croisent de nouveau, de même que ceux de Podrick, Bronn et Tyrion. Les camps de Jon, Davos et Brienne font front commun avec celui de Tyrion, Varys, Jorah et Theon. Face à eux se présentent Cersei, Jaime, Qyburn et Euron, sous la protection de Ser Gregor qui revoit son frère dans un face à face tendu. Daenerys arrive la dernière sur le dos de Drogon et survolée par Rhaegal.
Tyrion prend la parole, momentanément coupé par un Euron provocateur envers Theon à propos de Yara. Puis Jon évoque l'armée des morts mais Cersei croit à une feinte pour la piéger. Le Limier libère alors le mort-vivant capturé qui méduse l'assemblée, avant qu'il ne soit achevé par l'épée et les flammes. Euron, visiblement secoué, choisit de s'en retourner aux îles de Fer et enjoint Daenerys à faire de même. Cersei reconnaît également le péril et accepte la trêve, mais exige que le Roi du Nord demeure neutre une fois la guerre contre les spectres terminée. Mais Jon révèle sa récente allégeance à la Mère des Dragons, et Cersei quitte alors les négociations. Jon est blâmé pour sa trop grande honnêteté, alors Tyrion va jusqu'à mettre sa vie en danger en rencontrant sa sœur en privé. Il comprend qu'elle est enceinte et parvient finalement à la faire revenir à la table des négociations. Cersei promet alors à Daenerys et Jon d'allier leurs forces communes pour affronter les Marcheurs blancs.
De retour à Peyredragon, Jon expose la stratégie de marche des troupes Dothraki et Immaculés pour rejoindre Winterfell. Jorah demande à sa reine d'utiliser la voie des airs pour sa propre sécurité, mais Jon la convainc qu'ils fassent route ensemble par la mer pour conforter leur alliance aux yeux des Nordiens. Avant de partir, Theon se confie à Jon qui lui conseille d'aller sauver sa sœur des griffes de son oncle. Le Fer-Né expose aux siens ses intentions et se confronte violement à leur leader, mais finit par l'emporter grâce à son infirmité qui tourne à son avantage. Cette victoire entraîne les hommes à le suivre au large pour libérer Yara.
À Winterfell, Littlefinger dévoie Sansa pour faire de sa cadette son ennemie. Elle convoque alors Arya en assemblée mais contre toute attente, Sansa retourne les accusations contre Peter Baelish pour avoir orchestré la mort de Jon Arryn et assassiné Lysa, et d'avoir trahi Ned Stark et Catelyn avec pour preuves les visions de Bran. Elle enfonce le clou en l'accusant d'avoir tenté de la dresser contre sa sœur. Baelish supplie alors Sansa à genoux mais elle préfère faire justice elle-même et laisse aussitôt Arya lui trancher la gorge avec son poignard en acier valyrien. Plus tard, les sœurs Stark renouent malgré leurs différences, en souvenir de leur défunt père.
Jaime briefe ses généraux pour faire route au Nord mais Cersei l'interrompt et explique qu'elle n'a jamais eu l'intention d'aider Daenerys et Jon. La défection d'Euron n’était qu'une façade, naviguant en réalité vers Essos pour ramener la Compagnie Dorée payée par les prêts de la Banque de fer. Jaime tente de raisonner sa sœur mais elle reste imperméable à ses arguments, voyant son entrevue secrète avec Tyrion comme une traîtrise. Elle le menace de mort s'il la quitte mais le laisse finalement partir. Jaime chevauche alors seul vers le Nord alors que les premiers flocons de neige assombrissent la Capitale.
Sam arrive à Winterfell et retrouve Bran. Recoupant leurs connaissances, ils découvrent que le véritable nom de Jon est Ægon Targaryen, fils de Rhaegar Targaryen et Lyanna Stark, que tous croyaient avoir été enlevée et violée par Rhaegar, alors qu'il l'avait en fait épousée par amour. Seul Ned Stark était au courant et avait promis à sa sœur de protéger leur fils. Jon représente de ce fait l'héritier de droit du trône de Fer. Mais sur le navire qui les ramène au Nord, Jon et Daenerys se donnent l'un à l'autre, une relation qui n'échappe pas à Tyrion qui s'inquiète de cette idylle.
- Port-Réal, Peyredragon, Winterfell, le Mur, Fort-Levant, Villevieille

- Cet épisode est le plus long de la série avec une durée de 1 h 19 min 43 s[56] jusqu'à présent.
- Cet épisode contient l'une des deux seules scènes commune de Daenerys et Cersei de toute la série (avec l'épisode 4 de la saison suivante).
- On apprend dans cet épisode que ce fut Baelish qui envoya un assassin pour tuer Bran Stark dans l'épisode 2 de la saison 1. Son exécution par Arya permet aux Stark (et aux Lannister indirectement) de se venger.